# NGC 481
NGC 481 es una galaxia elíptica de la constelación de Cetus. 
Fue descubierta el 20 de noviembre de 1886 por el astrónomo Lewis A. Swift.